# 뷰티풀 걸 (영화)
《뷰티풀 걸》(영어: Beautiful Girls)은 미국에서 제작된 테드 데미 감독의 1996년 로맨틱 코미디 드라마 영화이다. 맷 딜런 등이 출연하였고, 케리 우즈 등이 제작에 참여하였다.

## 출연
- 맷 딜런
- 노아 에머릭
- 애너베스 기시
- 로런 홀리
- 티머시 허턴
- 로지 오도널
- 맥스 펄리치
- 마사 플림프턴
- 내털리 포트먼
- 마이클 래퍼포트
- 미라 소비노
- 우마 서먼
- 프루잇 테일러 빈스
- 앤 보비
- 리처드 브라이트
- 샘 로바즈
- 데이비드 아켓
- 애덤 러페브러
- 존 캐럴 린치

## 기타 제작진
- 공동 제작: 앨런 C. 블롬퀴스트
- 배역: 마저리 심킨
- 미술: 댄 데이비스
- 의상: 루시 W. 코리건